# Лудовико Ейнауди
Лудовико Ейнауди (на италиански: Ludovico Einaudi, роден на 23 ноември 1955 г. в Торино, регион Пиемонт) е италиански пианист и композитор. След обучението си в Миланската консерватория и при композитора Лучано Берио, Ейнауди стартира кариера като композитор на класическа музика, като скоро я съчетава и с други жанрове, включително поп, рок, етно и фолк музика.
Композирал е музиката към редица филми, сред които Недосегаемите, Още съм тук (2010), Това е Англия (2006), Доктор Живаго (2002), както и Аквариум (1996), за който печели наградата „Grolla d'oro“ за най-добър саундтрак.
През 2020 г. неговата музика е използвана във филмите Nomadland и The Father.

## Дискография

### Студийни албуми
- Time Out (1988)
- Salgari (1995)
- Le Onde (1996)
- Stanze (1997)
- Fuori dal mondo (1998)
- Eden Roc (1999)
- I giorni (2001)
- Dr. Zhivago (2002)
- La Scala Concert (2003)
- Diario Mali (2003)
- Una mattina (2004)
- Nuvole Bianche (2004)
- Divenire (2006)
- NightBook (2009)
- La notte della Taranta (2010)
- Islands (2011)
- In a Time Lapse (2013)
- Project Taranta (2015)
- Elements (2015)
- Seven Days Walking (2019)
- 12 Songs From Home (2020)
- Einaudi Undiscovered (2020)
- Cinema (2021)